# Stizocera lissonota
Stizocera lissonota là một loài bọ cánh cứng trong họ Cerambycidae.